# Štadión MŠK Považská Bystrica
Štadión MŠK Považská Bystrica – wielofunkcyjny stadion w Powaskiej Bystrzycy, na Słowacji. Został otwarty 3 czerwca 1963 roku. Może pomieścić 20 000 widzów. Swoje spotkania rozgrywają na nim piłkarze klubu FK MŠK Považská Bystrica.
Kamień węgielny pod budowę stadionu został położony 7 listopada 1958 roku, a otwarcie nowego obiektu nastąpiło 3 czerwca 1963 roku. Główna trybuna stadionu została ukończona w roku 1968. W 1975 roku zakończono instalację wszystkich siedzisk oraz budowę zaplecza socjalnego. Całkowita pojemność areny wynosiła 20 000 widzów, z czego 14 000 miejsc było siedzących. Zadaszona trybuna główna mogła pomieścić 2000 widzów. W 1976 roku oddano do użytku, nieistniejące już dzisiaj, cztery wysokie na 36 m maszty oświetleniowe. W sezonie 1989/1990 obiekt gościł występy klubu z Powaskiej Bystrzycy w czechosłowackiej I lidze. 8 maja 2002 roku na stadionie rozegrano mecz finałowy piłkarskiego Pucharu Słowacji (VTJ Koba Senec – Matador Púchov 1:1, k. 4:2).